# Усково (река)
Усково — река на острове Сахалин, правый приток реки Тымь. Длина реки составляет 39 км, площадь бассейна — 128 км².

## Гидрография
Река Усково находится в Сахалинской области, Амурский бассейновый округ. Водохозяйственный участок относится к водным объектам острова Сахалин без бассейна реки Сусуя. Код водного объекта 20050000212118300001187.
Река Усково начинается на западном склоне хребта Пиленговский у подножия горы Скала. Протекает с юго-востока на северо-запад мимо гор Крутой, Узкой, Безымянного хребта и гор Касаткина и Брусничной. Впадает в Тымь справа на высоте 78,2 м над уровнем моря. Вблизи устья на правом берегу — село Усково. Бассейн реки зарос лиственнично-берёзовым лесом.
Основные притоки — Тёмная (левый) и Быстрый (правый).

## Водный режим
Питание реки смешанное, преобладает снеговое. Река замерзает во второй половине декабря, лед сходит — в середине апреля.

## Гидроним
Название реки происходит от нивхского «Уск-во» — «селение игрищ, борьбы».

## Примечание
1. ↑  Ресурсы поверхностных вод СССР: Гидрологическая изученность. Т. 18. Дальний Восток. Вып. 2 [3]. Приморье / под ред. И. С. Быкадорова. — Л.: Гидрометеоиздат, 1963. — 83 с.
2. 1 2 3 4 5 6 7  Лист карты M-54-46 Тымовское. Масштаб: 1 : 100 000. Состояние местности на 1982 год. Издание 1986 г.
3. 1 2  Усково : [рус.] / verum.icu // Государственный водный реестр / Минприроды России. Дата публикации: 2021 —    .
4. ↑  Реки Сахалинской области. karafuto.bbcity.ru. Дата обращения: 18 июля 2022. Архивировано 21 октября 2021 года.